# MotorMouf aka Khia Shamone
MotorMouf aka Khia Shamone è il quarto album in studio della rapper statunitense Khia, pubblicato il 12 luglio 2012 dalla Thug Misses Entertainment.

## Tracce
1. Respect Me – 0:25
2. For Real – 3:35
3. Been a Bad Girl – 3:10
4. Fuck a Promo – 4:23
5. So Addicted – 3:52
6. Pay Yo Pussy Bill – 3:57
7. No One Denis This Pussy – 0:32
8. Cum to Moma – 4:01
9. Fix Ya Face – 5:22
10. Lil Weezy Anna Tea – 1:07
11. Dickmatize – 6:09
12. Stacks – 3:22
13. Turn You Out – 4:17
14. Got Me Fucked Up – 3:35
15. Half on a Room – 4:42
16. Lick Me Dry – 4:10
17. Touch Me – 4:37
18. Sit Yo Ass Down – 4:26
19. Been Called a Bitch – 0:15
20. Fall Back – 6:28
21. Bullshitting – 3:36
22. K-Wang 2.0 – 3:31